# Johann Martin Schleyer
Johann Martin Schleyer (Oberlauda, Badeni Nagyhercegség, 1831. július 18. – Konstanz, 1912. augusztus 16.) német származású katolikus prelátus, a volapük mesterséges nyelv megalkotója. Eredeti neve Martin Schleyer volt, a Johannt később vette fel, tisztelgésül keresztapja előtt. Ez a neve sosem volt hivatalosan anyakönyveztetve. Híressé vált nyelvtervezetét 1879-ben Litzelstettenben (Baden) tette közzé.

## Élete
Martin Schleyer édesapja tanár volt. Ő maga a feriburgi egyetemet teológia-filozófiai szakát elvégezvén pap lett. Saját bevallása szerint legkedvesebb időtöltése a nyelvtanulás volt, 88 nyelvet ismert valamilyen szinten. Jól ismerték gazdag nyelvtudásáról: 7 nyelven alkotott verseket, 25-ön prózákat. 1856-os felszentelése után sok plébániánál dolgozott papként. 1867-től 1875-ig Krumbachban volt lelkipásztor. A Kulturkampf időszaka alatt szocializmus-ellenes prédikációi miatt letartóztatták, és négy hónapra Rastatt erődítményébe börtönbe zárták. 1875 és 1885 között a litzelstetteni Szent Péter és Pál katedrális papja volt. Később úgy írta le ez itt töltött első hét évet, mint élete legszebb napjait. Ez idő alatt a főleg katolikus költészettel foglalkozó Sionsharfe magazin szerkesztője volt, és itt kapta ezt azt az ötletet, hogy létrehozzon egy olyan nyelvet, ami megkönnyíti a különböző népek közti kapcsolatot, így elkészítette a volapüköt. Később erről a munkáról úgy számolt be, hogy maga Isten vezette őt közben. 1879-ben megjelentetett egy cikket a Sionsharfe magazin mellékleteként a volapükről. Ezt a tervezetet 1880-ban már egy teljes könyv követte. Schleyer nem egy más európai nyelvekből összeállított nyelvet, hanem egy teljesen mesterséges nyelvet akart alkotni, szabályos nyelvtannal. A nyelvből hiányozott például az "r" fonéma, ezzel a gyerekeknek, öregeknek és azoknak a népeknek próbált segíteni, ahol ez nem található meg (például angolok, kínaiak, franciák).
1885-ben megbetegedett, és egészségi állapota miatt vissza kellett vonulnia a nyilvános szereplés elől, de nyelve terjesztésében továbbra is aktív maradt. 1894-ben XIII. Leó pápa kinevezte pápai prelátusnak. 1912. augusztus 16-án hunyt el, a konstanzi temetőben helyezték örök nyugalomra.

## Emlékezete

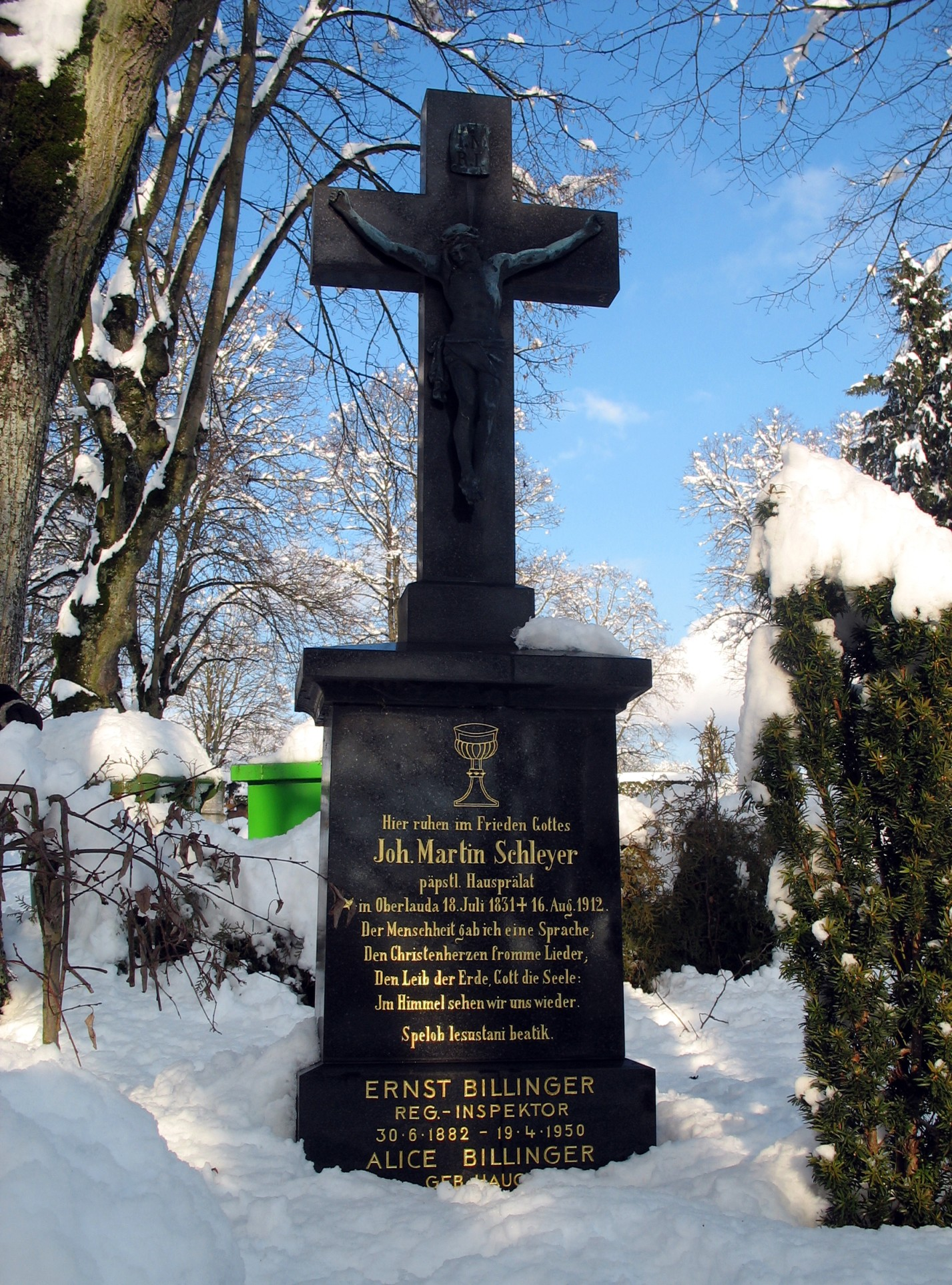
Schleyer síremléke a konstanzi főtemetőben, Németországban

Ma Litzelstetten papi házán a volapük jelmondata olvasható (Menade bal – püki bal; magyarul „egy emberiségnek – egy nyelvet”). Ezenkívül Oberlaudában szülőházán is található egy emléktábla. Egy Schelyer szülővárosához közeli kisvárosban, Laudában van egy gimnázium, amit róla neveztek el: Martin-Schleyer-Gymnasium Lauda-Königshofen. Sauldorf-Krumbachban, Litzelstettenben és Konstanzban utcát neveztek el róla. Síremléke a konstanzi temetőben van, ezt 2003 tavaszán teljesen felújították.
2001 nyarán létrejött a Nemzetközi Bizottság Martin Schleyer prelátus boldoggá avatásáért.